# 烏茲別克河流列表
烏茲別克河流列表，列舉全部或部分在烏茲別克境內的河流，並依照流域排列；支流則由河口至源頭排序。

## 注入鹹海
- 阿姆河：跨國河流。
  - 澤拉夫尚河：跨國河流，上游位於塔吉克境內。
  - 蘇爾漢河：跨國河流，上游位於塔吉克境內，下游一小段位於土庫曼境內。

- 錫爾河：跨國河流。
  - 索赫河：跨國河流，上游位於吉爾吉斯境內。
  - 卡拉達里亞河：跨國河流，上游位於吉爾吉斯境內。
  - 納倫河：跨國河流，上游位於吉爾吉斯境內。